# Mario Pizziolo
Mario Pizziolo (født 7. december 1909, død 30. april 1990) var en italiensk fodboldspiller (midtbane) og senere -træner.
Pizziolo blev verdensmester med Italiens landshold ved VM 1934 på hjemmebane. Han spillede to af italienernes kampe i turneringen. I alt nåede han at spille 12 kampe og score ét mål for landsholdet.
På klubplan repræsenterede Pizziolo først Pistoiese og siden Fiorentina.